# Fosfortribromide
Fosfortribromide is een ontvlambare anorganische verbinding van fosfor en broom, met als brutoformule PBr3. Het is een kleurloze vloeistof, die snel hydrolyseert in water tot fosforigzuur en waterstofbromide:
{\displaystyle {\ce {PBr3 + 3H2O -> H3PO3 + 3HBr}}}

## Synthese
Fosfortribromide wordt bereid door reactie van witte fosfor met dibroom:
{\displaystyle {\ce {P4 + 6Br2 -> 4PBr3}}}

## Structuur en eigenschappen
Fosfortribromide bezit een vrij elektronenpaar op fosfor, waardoor een trigonaal piramidale structuur ontstaat. Dit wordt voorspeld door de VSEPR-theorie. Net zoals fosfortrifluoride en fosfortrichloride kan ook deze verbinding optreden als lewiszuur en lewisbase. Met een lewiszuur zoals boortribromide vormt het een stabiel adduct.

## Toepassingen
Fosfortribromide wordt gebruikt om halogeenalkanen te bereiden door reactie met een alcohol, waarbij de hydroxylgroep van het alcohol vervangen wordt door een broomatoom (hier treedt fosfortribromide als elektrofiel op):
{\displaystyle {\ce {PBr3 + 3ROH -> 3RBr + H3PO3}}}
De reactie gaat op met primaire en secundaire alcoholen, maar niet met tertiaire alcoholen. Een voorbeeld is de reactie van fosfortribromide met cyclopentanol tot broomcyclopentaan, dat in de synthese van een aantal geneesmiddelen en landbouwchemicaliën gebruikt wordt.
Met carbonzuren vormt fosfortribromide op vergelijkbare wijze zuurbromiden:
{\displaystyle {\ce {PBr3 + 3RCOOH -> 3RCOBr + H3PO3}}}
Fosfortribromide is een katalysator bij de Hell-Volhard-Zelinsky-reactie voor de α-bromering van carbonzuren: